# 熊本県道212号津留柳線
熊本県道212号津留柳線（くまもとけんどう212ごう つるやなぎせん）は、熊本県阿蘇郡高森町から上益城郡山都町に至る一般県道である。

## 概要
道幅の狭い区間が多いが、起点（高森町）、終点付近（山都町内）は拡幅されている

### 路線データ
- 起点：熊本県阿蘇郡高森町大字津留（大分県道・熊本県道・宮崎県道8号竹田五ヶ瀬線交点）
- 終点：熊本県上益城郡山都町柳（国道325号交点）

## 地理

### 通過する自治体
- 阿蘇郡高森町
- 上益城郡山都町

### 交差する道路
| 交差する道路                                | 市町村名 | 市町村名 | 交差する場所 | 交差する場所 |
| ------------------------------------------- | -------- | -------- | ------------ | ------------ |
| 大分県道・熊本県道・宮崎県道8号竹田五ヶ瀬線 | 阿蘇郡   | 高森町   | 大字津留     | 起点         |
| 熊本県道218号上色見草部線                   | 阿蘇郡   | 高森町   | 大字中       |              |
| 国道325号                                   | 上益城郡 | 山都町   | 柳           | 終点         |

### 沿線
- 高森町立高森東学園義務教育学校
- 高森町役場 野尻出張所
- 高森峠